# آتشکده آذرفرنبغ
آتشکده آذرفَرنَبَغ یا آتشکده کاریان با ارتفاع تقریبی ۲۰ متر در مسیر کاریان، از دهستان هرم، بخش هرم،شهرستان جویم در استان فارس و در ۴۲ کیلومتری جنوب غربی جویم در نیمه راه بندر سیراف و دارابگرد قرار دارد. نقشه اصلی این آتشکده به شکل ذوزنقه بوده که اضلاع جلویی آن در حدود ۵ متر عرض و ۷ متر ارتفاع دارند. ضلع جلویی روی سکویی به ارتفاع ۵٫۱ متر از سطح زمین واقع شده‌است. برفراز این سکو در ارتفاع ۳متری بر روی دیواره، حفره‌ای مثلثی شکل وجود دارد. مصالح به کار رفته در دیوارهٔ این آتشکده آجر و گل می‌باشد. بر روی صفهٔ آتشکده آثاری از راهرو و اتاق دیده می‌شود که به درون فرو ریخته‌است.

## تاریخچه
در دوران ساسانی آتشکدهٔ کاریان با آذر فرنبغ، آتش فرِّ بَغانی (درخشانی ایزدی)، یکی از سه آتشان بهرام ایرانِ مزدایسنیِ آن دوران افروزان بوده.
این مکان آتشکدهٔ موبدان بوده‌است و یکی از سه آتشکدهٔ بزرگ ایران در عهد ساسانیان به‌شمار می‌رفته‌است. این آتشکده یکی از بزرگ‌ترین و مهم‌ترین آتشکده‌ها در زمان ساسانیان بوده و یکی از مهم‌ترین آتش‌های سه‌گانه زردشتی که مختص موبدان بوده، در آن جا می‌سوخته‌است. ساسان جد اردشیر بابکان تولیت این آتشکده را بر عهده داشته و ساسانیان همواره علاقه خاصی به این آتشکده داشته‌اند. بر کتیبه‌ای به زبان پهلوی نگاشته‌اند که سی هزار دینار هزینه ساختمان آن شده‌است.
در دوران ساسانیان این آتشکده و زمین‌های اطراف آن محل حکومت رم کاریان بوده‌است. آن‌ها همان ایل پاسارگادی‌های هخامنشیان بوده‌اند که با کمک کردن به اردشیر بابکان در تأسیس حکومت ساسانیان مورد توجه او و سایر شاهان ساسانی قرار گرفته و آتشکده در مرکز حکومتی آن‌ها یعنی کاریان بنا شد. رم کاریان از شهر در مقابل حمله اعراب دفاع کرده و اعراب پس از چهار بار محاصره شهر، موفق به فتح آن شدند. ایل باصری که امروزه به کوچنشینی خود در استان فارس ادامه می‌دهد تنها بازمانده ایل پاسارگادیان دوره کوروش یا همان رم کاریان ساسانیان به‌شمار می‌رود.
از کاریان آتش را به آتشکدهٔ شمالی فسا برده‌اند و از آنجا به نیریز و از آنجا به هندوستان برده‌اند. واندانبرگ در کتاب باستانشناسی ایران قدیم چنین می‌نویسد: در کاریان ویرانه‌های آتشکده‌ای که بقایای آذرفرنبغ یکی از سه آتشکدهٔ بزرگ ایران باستان است دیدم، امروز چیز مهمی ازآن آتشکده نمانده‌است.
آتشی که درون آتشکده یزد می‌سوزد و بیش از ۱۵۰۰ سال روشن مانده از آتش آتشکده آذرفرنبغ در کاریان به عقدای اردکان برده شد و نزدیک به ۷۰۰ سال در آنجا روشن نگه داشته شد و سپس در سال ۵۲۲ خورشیدی (۱۱۷۴ میلادی) از عقدا به اردکان برده شد و نزدیک به ۳۰۰ سال نیز در اردکان یزد بود و در سال ۸۵۲ خورشیدی (۱۴۷۴ میلادی) از اردکان به یزد برده و نگهداری شد. در سال ۱۳۱۸ خورشیدی (۱۹۴۰ میلادی) که بنای کنونی آتشکده یزد ساخته شد، آتش به این مکان انتقال یافت.

## نگارخانه

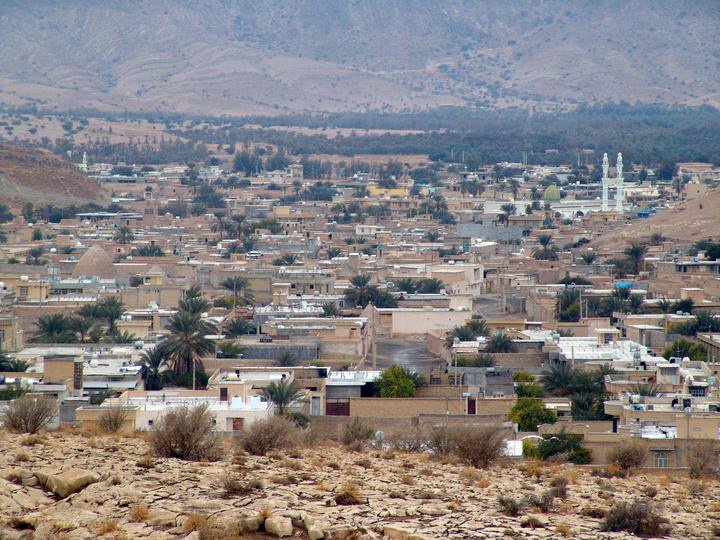
روستای کاریان
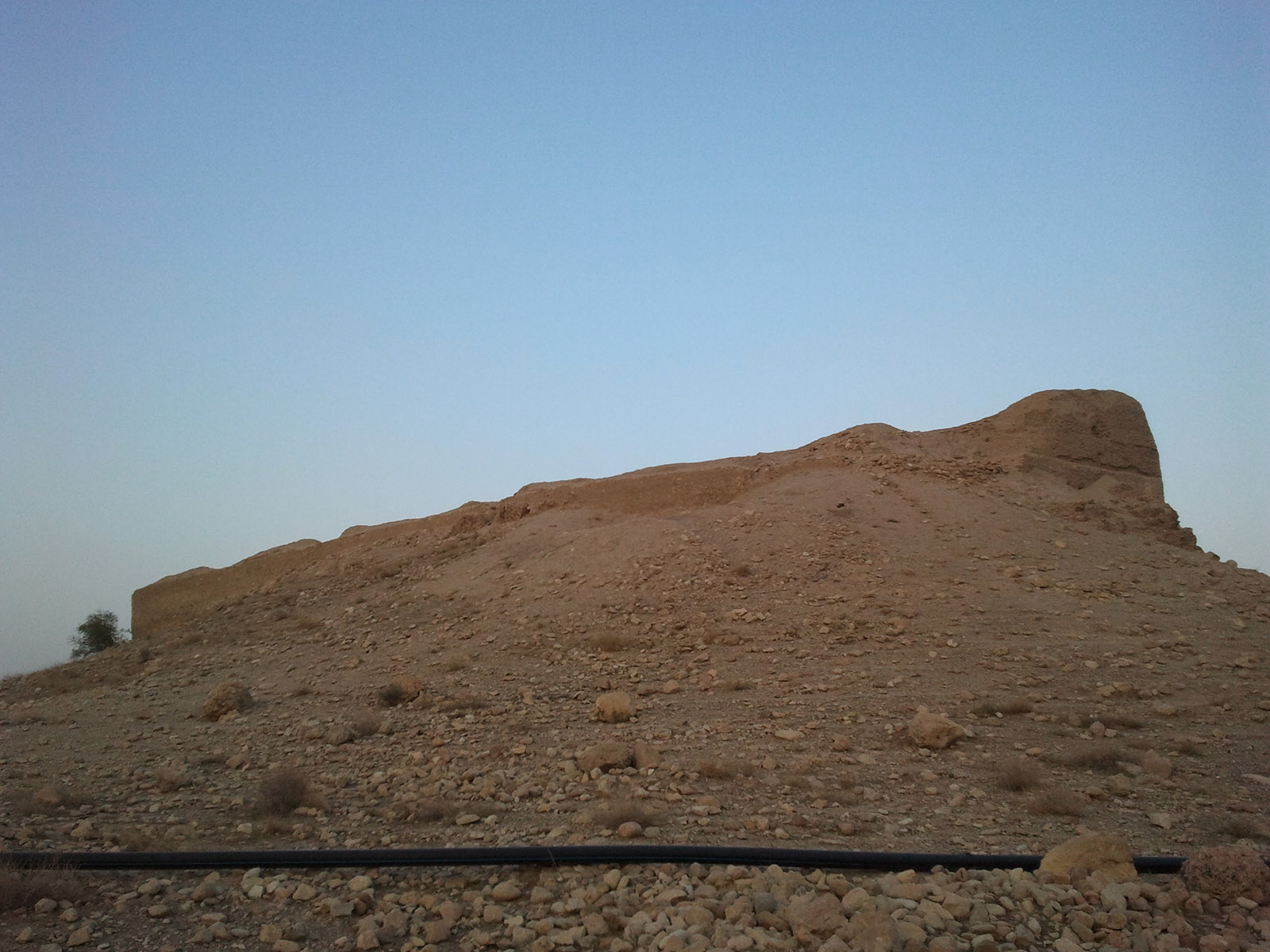
آتشکده آذرفرنبغ کاریان
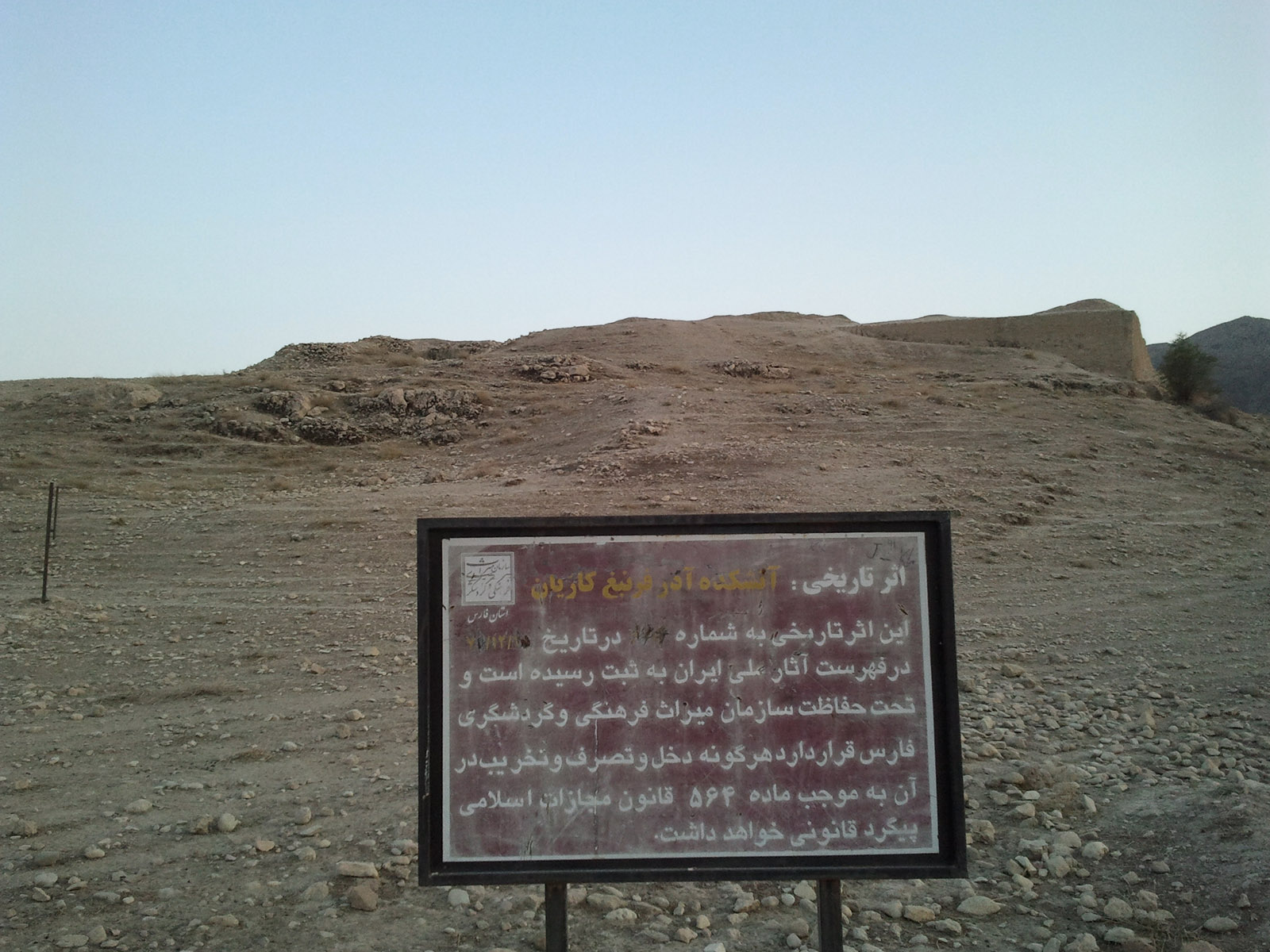
آتشکده آذرفرنبغ کاریان